# いわき仏の里
いわき仏の里（ - ほとけのさと）は、かつて福島県いわき市の湯の岳中腹にあった宗教テーマパークである。

## 概要
- 園内には、未完成展望レストラン、巨大母子観音像、十二支めぐり、人形供用などの奇妙なオブジェや御神体を一堂に展示した。しかし、入場者減少と布教活動の停滞により経営が悪化し1971年に閉鎖した。その後はしばらく廃墟だったが、現在は全て撤去されている。

## アクセス
- 常磐自動車道いわき湯本ICから車で20分